# Leah Kirchmann
Leah Kirchmann (Winnipeg, 30 de junio de 1990) es una ciclista profesional canadiense. Como suele ser habitual en ciclistas norteamericanos empezó a destacar en carreras de ciclismo de montaña y critériums (carreras amateurs de poco kilometraje en circuitos urbanos). Entre 2010 y 2012 tuvo acceso a algunas pruebas del calendario internacional europeo con la Selección de Canadá; incluso llamó la atención del equipo profesional italiano Colavita-Forno d'Asolo para competir en el calendario norteamericano en 2011, aunque sin contrato a efectos UCI ya que el equipo tenía en plantilla el máximo de corredoras establecido (se hizo con los servicios de 5 corredoras norteamericanas, pero sin contrato oficial, para disputar las carreras de esa zona debido a los intereses comerciales de Colavita). En 2012 fichó por el equipo amateur estadounidense del Optum Pro Cycling Women's Team, donde permanece en al actualidad, que al año siguiente ascendió al profesionalismo. Su primera temporada en ese equipo fue satisfactoria llegando a destacar en algunas carreras de Europa con varios top-tens, ya como profesional volvió a destacar en 2014.

## Palmarés
2012 (como amateur)
- 2.ª en el Campeonato Panamericano en Ruta

2013
- 2.ª en el Campeonato de Canadá en Ruta

2014
- Campeonato de Canadá Contrarreloj
- Campeonato de Canadá en Ruta
- White Spot / Delta Road Race

2015
- 1 etapa del Joe Martin Stage Race
- 2 etapas del Tour de California femenino
- 2.ª en el Campeonato de Canadá en Ruta

2016
- Drentse Acht van Westerveld
- 1 etapa del Giro de Italia Femenino
- 2.ª en el UCI World Tour Femenino

2017
- Gran Premio Ciclista de Gatineau
- 2.ª en el Campeonato de Canadá Contrarreloj

2018
- Campeonato de Canadá Contrarreloj

2019
- Gran Premio Ciclista de Gatineau
- Campeonato de Canadá Contrarreloj
- 2.ª en el Campeonato de Canadá en Ruta

## Resultados en Grandes Vueltas y Campeonatos del Mundo
Durante su carrera deportiva consiguió los siguientes puestos en las Grandes Vueltas femeninas y en los Campeonatos del Mundo en carretera:
| Carrera              | Carrera              | 2011 | 2012 | 2013 | 2014 | 2015 | 2016 | 2017 | 2018 | 2019 | 2020 | 2021 | 2022 |
| -------------------- | -------------------- | ---- | ---- | ---- | ---- | ---- | ---- | ---- | ---- | ---- | ---- | ---- | ---- |
|                      | Giro de Italia       | —    | —    | —    | —    | —    | 8.ª  | —    | 17.ª | 44.ª | 61.ª | Ab.  | 90.ª |
|                      | Tour de l'Aude       | X    | X    | X    | X    | X    | X    | X    | X    | X    | X    | X    | X    |
|                      | Tour de Francia      | X    | X    | X    | X    | X    | X    | X    | X    | X    | X    | X    | ―    |
| Mundial en Ruta      | Mundial en Ruta      | 17.ª | 21.ª | Ab.  | Ab.  | 32.ª | 14.ª | 12.ª | 25.ª | —    | 59.ª | 63.ª | 46.ª |
| Mundial Contrarreloj | Mundial Contrarreloj | —    | —    | —    | 27.ª | —    | —    | —    | 4.ª  | —    | 21.ª | 11.ª | 17.ª |

—: no participa

Ab: abandono

X: ediciones no celebradas

## Equipos
- Colavita-Forno d'Asolo (2011)[6]
- Optum (2012-2014)
  - Optum Pro Cycling Women's Team (2012) (amateur)
  - Optum p/b Kelly Benefit Strategies (2013-2015)
- Team Liv-Plantur (2016)
- Sunweb/DSM (2017-2022)
  - Team Sunweb (2017-2020)
  - Team DSM (2021-2022)